# Catedrala Arhiepiscopală din Roman
Catedrala Arhiepiscopală din Roman este sediul Arhiepiscopiei Romanului și Bacăului, situat în orașul Roman. Este clasată ca monument istoric și apare în Repertoriul Arheologic Național cu codul 120879.02.
Catedrala face parte dintr-un ansamblu format din următoarele monumente:
- Catedrala episcopală „Sf. Paraschiva” (cod LMI NT-II-m-A-10652.01)
- Casa Veniamin Costachi (cod LMI NT-II-m-A-10652.02)
- Palat episcopal (cod LMI NT-II-m-A-10652.03)
- Turn clopotniță (cod LMI NT-II-m-A-10652.04)
- Zid de incintă (cod LMI NT-II-m-A-10652.05)

Catedrala "Cuvioasa Parascheva" a fost ridicată între anii 1542-1550 pe urmele unei biserici de piatră ctitorie a lui Petru I Mușat la 1391 și Alexandru cel Bun la 1408. Complexul vechi - monument istoric cuprinde 5 clădiri, ridicate între sec. XVI, XVIII, XIX și au fost restaurate între 1994-2002. Între 2001-2004 au fost ridicate 3 clădiri noi. Întreaga suprafață a catedralei episcopale măsoară 10,2 ha. Catedrala are un muzeu ce cuprinde carte veche, peste 20 de veșminte vechi, aproape 100 de icoane și tablouri, 10 obiecte de mobilier vechi, o tâmplă, precum și o serie de alte obiecte ce înglobează odoare bisericești, pietre și metal prețios, dar și pietre de mormânt.
Biserica are două abside, cu contraforturi simetrice de o parte și de alta a lor, cât și la cele două extremități ale intrării. Pridvorul a fost adăugat ulterior. Zidăria în exterior este prevăzută cu ocnițe și firide. În interior sunt trei încăperi spațioase, între ele sunt două arcuri care despart pronaosul și naosul. În pronaos, boltă moldovenească, de asemenea în naos. Compartimentul intermediar are două calote așezate pe arcuri transversale. Arce intermediare profilate ca la Probota, Neamț, Sf. Gheorghe-Suceava. Ancadramentele ferestrelor sunt din piatră sculptată. Pridvorul este închis și prevăzut cu trei turnulețe miniaturale. Inscripții: "Cu voința Tatălui și cu conducerea fiului și cu perfecțiunea Sf. Duh, închinătorul treimei și credinciosului Io Petru Voevod cu mila lui Dumnezeu domnul țării Moldovei, cu de Dumnezeu încoronata Doamna Elena, și cu de Dumnezeu dăritetele sale odrasle Ștefan și Constantin începu acest sfânt templu în ultimele fundamente în numelee preacuvioasei maicii noastre Paraschieva anul 7050 dar neajungându până la fine adorminîntru somnul cel lung așteptând învierea comună: Veșnica lui Pomenire. Iar după sfințitul lui prememoratului iubitului său fiu cu mila lui Dumnezeu luându-și…și tronul și cu iubitoarea de Hristos maica sa Elena și cu preaiubiții frații săi Ștefan și Constantin întâiul edifică și fini întru memoria sie și părinților săi și fraților prin ..și încrederea evlaviosului lor împerio s-a încredințatu îngrijirea de executare mie smeritului întru sfinții episcopi Macarie al păzitului al păzitului de Dumnezeu acestuia și aceste s-au scris aici iar toate acestea au luat sfârșit în anul de la alcătuirea lumii care se va dobândi adunându-la mia înșeptită și cinci simple în cinci și iarăși la cinci simple încincite și durata însărcinării de opt eră de la nașterea lui Hristos 1550 lună" traducere dup[ Melchisedec. Începută de Petru Rareș în 1542 și terminată de fiul său Iliaș, în 1550. Pridvor și vestmântărie adăugate în 1856. Pereții dintre naos, pronaos și exonartex desființați în 1805, înlocuiți cu arce. Deosebit de valoroase, dar, din pacate, intrerupte uneori din cauza desfiintarii peretilor despartitori, frescele din exonartex si pronaos, realizate inainte de  deceniul al  optulea al secolului al XVI-lea, de cand dateaza cele mai vechi inscriptii(graffiti) care au putut fi descoperite pe unele dintre ele. Scrise in latina, slavona, polona, romana, aceste inscriptii contin uneori informatii pretioase, cum ar fi, de pilda, cea privitoare la trecerea prin oras, in anul 1600, a lui Mihai Viteazul, numit "Mihail Woewoda", inscriptie scrisa in limba latina, de doi nobili poloni din suita cancelarului Jan Zamoyski.  Informatii despre aceasta pretioasa inscriptie, ca si despre multe altele, precum si despre bogatul si pretiosul fond de carte veche romaneasca pastrat in Eparhia Romanului, al treilea ca marime si importanta din Moldova, dupa cele de la Biblioteca Centrala Universitara "Mihai Eminescu" din Iasi si de la Biblioteca Mitropoliei Moldovei si Bucovinei, din acelasi oras, pot fi gasite in lucrarea lui Doru Mihaescu, "Episcopia Romanului : 600 de ani de istorie. Cartea romaneasca veche si alte marturii din trecutul Episcopiei Romanului", Editura Academiei Romane, Bucuresti, 2007. Tot in aceasta lucrare, intre altele, informatii despre "Casa Veniamin Costachi", cea mai veche constructie de acest fel din Roman, terminata la 30 iulie 1800, dupa cum o dovedesc versurile scrise probabil chiar de ilustrul  ei proprietar, pe atunci episcop  al Romanului(1796-1803), apoi cunoscut mitropolit al Moldovei(1803-1808;1812-1842), versuri aflate pe placa de marmura din dreapta intrarii in acea casa, situata in partea nord-estica a incintei, in apropierea actualului Palat Arhiepiscopal.